# Sziksófűformák
A sziksófűformák (Salicornioideae) a zárvatermők közé tartozó disznóparéjfélék (Amaranthaceae) egyik alcsaládja. Amint erre az alcsalád neve is utal, jellemzően sókedvelő (obligát halofiton) növények tartoznak ide.

## Nemzetségek
- Allenrolfea Kuntze
- Arthrocnemum Moq.
- Halocnemum M.Bieb.
- Halopeplis Bunge ex Ung.-Sternb.
- Halostachys C.A.Mey. ex Schrenk, with only one species:
- Heterostachys Ung.-Sternb.
- Kalidium Moq. (syn. Kalidiopsis Aellen)
- Microcnemum Ung.-Sternb.
- sziksófű Salicornia L.
- Sarcocornia A.J.Scott
- Tecticornia Hook f.